# Elżbieta Krzesińska
Elżbieta Maria Krzesińska, född Duńska den 11 november 1934 i Warszawa, död 29 december 2015 i Warszawa, var en polsk friidrottare.
Krzesińska blev olympisk mästare i längdhopp vid olympiska sommarspelen 1956 i Melbourne. Hon hade världsrekordet i längdhopp med 6,35 satt i Budapest, Ungern 20 augusti 1956 ett resultat hon tangerade tre månader senare vid OS i Melbourne.